# Bis(pinacol)diborà
El bis(pinacol)diborà (C₁₂H24B₂O₄) és un compost orgànic que en condicions normals és un sòlid blanc. És el dimer del pinacolborà. El bis(pinacol)diborà està format per dos àtoms de bor,en una distància d'enllaç B-B de 1.711(6) Å.